# سن مدردان ژل
شهر سن مدردان ژل (به فرانسوی: Saint-Médard-en-Jalles) در شهرستان ژیروند در ناحیه ناحیه آکیتن با جمعیت ۲۶٬۹۳۴ نفر در کشور فرانسه واقع شده‌است